# Агнеса Богемська
Агнеса Богемська (чеськ. Svatá Anežka Česká, лат. Agnes de Bohemia; бл. 1211, Прага — 2 березня 1282, Прага) — дочка короля Чехії Пржемисла Оттокара I, черниця, сподвижниця святої Клари Ассізької, католицька свята. 

## Ім'я
Очевидно названа на честь своєї легендарної бабусі Агнеси Антіохійської.

## Біографія
Народилась у Празі близько 1211 року в родині короля Пржемисла Отакара I. Її матір'ю була русько-угорська принцеса Констанція, сестра Короля Угорщини і Русі Андрія Єрусалимського. Агнеса була молодшою з дітей. Інша знаменита свята францисканського ордена Єлизавета Угорська, дочка Андрія Єрусалимського, була Агнесі двоюрідною сестрою.  

У трирічному віці принцеса Агнеса була заручена з Болеславом, сином князя Сілезії Генріха I Бородатого. Після цього вона була відправлена в цистерціанський монастир Тшебніца, де отримала початки освіти. Після смерті Болеслава її знову заручили з Генріхом, сином імператора  Фрідріха II. Через політичні інтриги це весілля розлаштувалося. Потім руку принцеси попросив сам Фрідріх. Вацлав I, брат Агнеси, дав згоду на цей шлюб, проте принцеса рішуче йому заперечила і заявила про намір присвятити життя Богові. Втручання папи Григорія IX допомогло Агнесі уникнути шлюбу. Імператор Фрідріх зауважив: «Якби вона залишила мене заради простого смертного, я б дав їй відчути силу мого гніву, але я не можу бути ображеним, якщо вона мені віддала перевагу Царя Небесного». 

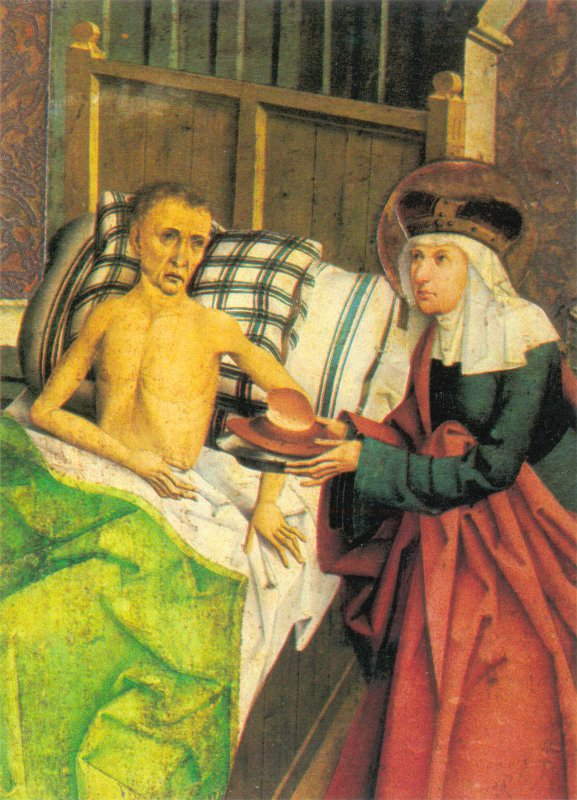
Агнеса Богемська,
яка доглядає за хворим. 1482

Близько 1234 року Агнеса заснувала в Празі жіночий монастир кларисок (жіночої гілки францисканців), в який вступила сама, і чоловічий францисканський монастир. Агнеса приділяла велику увагу благодійності, на власні кошти збудувала у Празі лікарню для бідних і навіть після того, як її обрали настоятелькою монастиря, продовжувала доглядати за хворими. Стараннями Агнеси празький монастир кларисок став одним з головних центрів поширення францисканських ідей у Східній Європі. Агнеса побудувала монастир і монастирський комплекс, приєднаний до лікарні. Тут розміщувались францисканські монахи і монахині, які працювали в лікарні. Цей релігійний комплекс був однією з перших готичних споруд у Празі. У 1235 році Агнеса передала майно Тевтонських лицарів у Чехії лікарні. Сама вона стала членом францисканської бідної Клари у 1236 році. Як монахиня, вона готувала і ладнала одяг прокажених та жебраків, навіть після того, як у стала ігуменею.
Група мирян, що працювали в лікарні, була організована Агнесою в 1238 році як новий військовий орден, присвячений насамперед догляду, відомий як Лицарі Хреста з Червоною Зіркою за правилом святого Августина. У наступному році Агнеса передала керування лікарнею, яку вона заснувала, цим монастирським лицарям. Вони були визнані наказом папи Григорія IX у 1236—1237 роках.
Агнеса прожила в монастирі, керуючи монастирем як ігуменя, аж до своєї смерті 2 березня 1282 року.

## Канонізація
Біографія Агнеси була написана латиною між 1316 та 1328 роками (перекладена чеською мовою у 1932 році). Агнеса Богемська беатифікована в 1874 році папою  Пієм IX, канонізована Папою Іоанном Павлом II в 1989 році. Католицька церква відзначає її пам'ять 2 березня.

## Культурна довідка
З нагоди 800-ї річниці від дня народження святої Агнеси Празьке архієпископство у співпраці з Національною галереєю у Празі організувало виставку «Свята Агнеса Богемська — принцеса та черниця» на сайті національної культурної спадщини Конвент Святої Агнеси в Празі (Старе місто). Виставка проходила з 25 листопада 2011 року по 25 березня 2012 року. Подібна виставка, яка також вшановувала святу Агнесу Богемську, відбулася близько 80 років тому. В експозиції було близько 300 експонатів. Партнерами були Лицарі Хреста з Червоною зіркою, Національний архів та Карловий університет. Свята Агнеса стала персонажкою музично-літературних творів. Нещодавно вона з'явилася серед героїв історичного роману письменниці Людмили Ванькової.
Персонажка Агнеси з'являється також у кількох романах чеської письменниці Хані Віттон.
Постійна виставка, присвячена життю та творчості святої Агнеси Богемської, знаходиться в Музеї Карлового мосту.
Агнеса Богемська вважається однією із святих покровительок Чехії, її портрет зображений на чеській купюрі в 50  крон.